# جاتون هوامانریپا
جاتون هوامانریپا (به اسپانیایی: Jatun Huamanripa) یک کوه در پرو است که در Peru, Cusco Region واقع شده‌است. جاتون هوامانریپا ۴٬۶۰۱ متر بالاتر از سطح دریا واقع شده‌است.